# Ниязов, Ниязи Сабир оглы
Ниязи Сабир оглы Ниязов (род. 1 апреля 1967, Агдам, Азербайджан) — российский историк, доктор исторических наук; работает на факультетe международных отношений в Санкт-Петербургском Государственном университетe.

## Биография
В 1984 году, после окончания агдамской средней школы № 7, поступил на исторический факультет Ленинградского государственного университета (ЛГУ). В 1985 был призван на срочную службу в ряды ВС СССР. В 1987 году был уволен в запас в звании старшего сержанта бронетанковых войск. В том же году продолжил обучение в ЛГУ, который окончил 1991 году.

### Семья
Отец — Сабир Бегляр оглы Ниязов (10.11.1930 — 22.12.1982), мать — Солмаз Ахверди кызы Курбанова (21.04.1940 — 26.06.1987).

## Ученые степени и звания
- Кандидат исторических наук (1997). Тема диссертации: «Социально-экономические проблемы развития военно-промышленного комплекса Ленинграда в 1935—1941 гг.». Научный руководитель: доктор исторических наук, профессор Борис Анатольевич Старков.
- Доктор исторических наук (2012). Тема диссертации: «Становление и развитие политики военной безопасности Азербайджанской Республики в 1994—2011 гг.» Научный консультант: доктор исторических наук, профессор Константин Константинович Худолей.
- Звание доцента по кафедре Теории и истории международных отношений (2006).

## Учебная работа
В 1994—2000 гг. работал на должностях ассистента, ст. преподавателя и доцента Санкт-Петербургского университета экономики и финансов и Государственной полярной академии.
С октября 2000 г. Н. С. Ниязов работает на факультете международных отношений Санкт-Петербургского государственного университета (СПбГУ) в должности доцента. Руководит научной работой бакалавров, специалистов, магистрантов. После защиты диссертации в 2012 г. на соискании ученой степени доктора исторических наук.
Н. С. Ниязов принимал активное участие в разработке и внедрении в учебный процесс таких магистерских программ как: «История международных отношений (ХХ-ХХI вв.)», «Стратегические исследования», «Связи с общественностью в сфере международных отношений».
После открытия в СПбГУ уникальной в системе образования Российской Федерации и стран СНГ магистерской программы «Международные отношения на постсоветском пространстве», Н. С. Ниязов активно работал в рамках указанной программы и прилагал большие усилия для её совершенствования и модернизации, что диктуется реалиями современных международных отношений, в том числе процессами, идущими на постсоветском пространстве.
Н. С. Ниязов преподаёт для бакалавров, обучающихся на факультете международных отношений СПбГУ, ряд дисциплин общепрофессионального цикла, в ряду которых «История международных отношений», «История России».
Огромный интерес вызывает у студентов и читаемая Н. С. Ниязовым дисциплина «Международная и национальная безопасность». При этом хотелось бы отметить, что названный курс, является согласно содержанию учебного плана, дисциплиной по выбору, но вот уже много лет наибольшее количество студентов 3-курса факультета отдают предпочтение выбору именной этой дисциплины, в первую очередь благодаря комплексу знаний, предлагаемых на занятиях Н. С. Ниязовым.
Не меньшим успехом, пользуются также и читаемые у магистрантов Н. С. Ниязовым лекции «Военные реформы в странах Содружества Независимых Государств: сравнительный анализ» и «Образ вооруженных сил в средствах массовой информации».
Н. С. Ниязов является членом методической комиссии факультета международных отношений Санкт-Петербургского государственного университета.
Сфера научных интересов Н. С. Ниязова включает изучение внешней и внутренней политики стран Южного Кавказа, исследование политики военной безопасности стран СНГ, изучение истории международных отношений межвоенного периода, а также анализ проблем, связанных с обеспечением военно-экономической безопасности.

## Научная работа
Н. С. Ниязов является автором более 70 публикаций на русском и английском языках, из них 8 учебно-методических и 62 научных работ (включая 2 монографии), используемых в педагогической практике. В их числе и специально разработанное для первой в России магистерской программы «Стратегические исследования» учебное пособие «Основные стратегические концепции и вооруженные силы ведущих стран мира межвоенного периода», а также первая в России монография, посвященная особенностям военной политики Азербайджана — «Основные векторы политики военной безопасности Азербайджанской Республики в 1994—2010 годы».
Работы Ниязова публиковались в России, Азербайджане, Швеции.

## Другие сведения
Ниязов Н. С. является участником ряда международных и всероссийских научных конференций, круглых столов иных научных мероприятий, в том числе: «Российская государственность: история и современность» (СПб, 2002), «Россия между парламентскими и президентскими выборами: актуальные вопросы внутренней и внешней политики» (СПб, 2004), «Россия и НАТО: к новой динамике отношений» (СПб, 2005), «Чтения по военной истории» (СПб, 2005), II-ой международный конгресс «Кавказ и Центральная Азия в процессах глобализации» (Баку, 2007), «Роль НАТО в обеспечении стабильности и безопасности в Европе» (Баку, 4 мая 2010), «Круглый стол. Новая военная доктрина России. Влияние на Южный Кавказ и Каспийский регион» (Баку, 7 мая 2010), «Российско-азербайджанские отношения. Прошлое. Настоящее. Будущее» (СПб, 14 мая 2010), «Партнерство Россия-НАТО: Реализуя решения Лиссабонского саммита» (СПб, 29 апреля 2011), "«Актуальные проблемы изучения азербайджана. IVмеждународная научная конференция. (1-4 мая 2013 г. Баку)», «Международная научно-практическая конференция „Современные социальные коммуникации в системе цивилизации и культуры“ // Особенности информационного обеспечения внешней политики РФ на постсоветском пространстве (18-19 ноября 2013 СПб. (ИВЭСЭП)», «Круглый стол „Гендерные аспекты мировой политики и международных отношений“ // Факторы формирующие интерес к военно-силовым сюжетам у женской части современного студенчества (21 декабря 2013 СПбГУ)», «Участие в работе экспертной сессии по теме „Южный Кавказ после украинского кризиса. Перспективы взаимоотношений с Россией“. (Баку 16.05.2014)», «Подвиг советского народа в Великой Отечественной войне. Международная научно-практической конференция, посвященная 70-летию Победы советского народа в Великой Отечественной войне. 1941—1945 гг. Оренбург. 16-18 апреля 2015 г.», «Россия в XX веке: реформы, революции, войны. Международная научная конференция. Санкт-Петербург 22 апреля 2015 г.», "IV Международная научная конференция «Первая мировая война, Версальская система и современность». Санкт-Петербург. СПбГУ. 09-10 октября 2015 г. Тема доклада «Опыт Первой мировой войны и модернизация военной организации СССР в межвоенные годы», "Международная конференция «Турецкая Республика в изысканиях молодых исследователей Азербайджана, посвященная 135-летию со дня рождения М. К. Ататюрка». Баку. 19-20 мая 2016 г., Форум «Российско-грузинский диалог для мира и сотрудничества». 20 — 24 ноября 2016 г., Санкт-Петербург, "Международная общественно-научная конференция «Русский язык как язык межнационального общения на евразийском пространстве». 26 ноября 2016 г., Санкт-Петербург, "Международная научно-практическая конференция «Казахстан во всемирной истории: вечные ценности и новые горизонты» 8-10 декабря 2016 г. Москва, Всероссийская конференция, с международным участием «Революции в отечественной и мировой истории: к 100-летию российских революций 1917 года» Санкт-Петербург, 14 апреля 2017, Международный научный форум «Великая российская революция: память и осмысление. 1917—2017». Санкт-Петербург 19-21 октября 2017, Международная научно-религиозная конференция «Россия-Азербайджан: межконфессиональный диалог и исламская солидарность в интересах мира, безопасности и сотрудничества», Санкт-Петербург 23 ноября 2017 г.
Н. С. Ниязов регулярно повышает свою квалификацию, в ноябре 2013 г. принял участие в работе методологического семинара «Организация международного сотрудничества вузов, занимающихся подготовкой кадров для информационных структур (специалистов по связам с общественностью, рекламистов, журналистов)».

## Экспертная деятельность
Благодаря своим публикациям, посвященным развитие оборонного сектора Азербайджана, в 2014 г. в качестве профессионального посетителя получил приглашение на Первую Азербайджанскую Международную Выставку Оборонной Промышленности ADEX- 2014.
Ниязов Н. С. был включен в состав научного комитета международной конференции "Турецкая Республика в изысканиях молодых исследователей Азербайджана, посвященная 135-летию со дня рождения М. К. Ататюрка.
Выступает в федеральных и региональных СМИ РФ, по заданию работодателя.
Член диссертационного совета Д 212.232.71 по защите диссертаций на соискание ученой степени кандидата наук, на соискание ученой степени доктора наук по специальности 07.00.03 — Всеобщая история (СПбГУ)
Участвовал в качестве делегата и эксперта в составе делегации от РФ (Санкт-Петербург) в работе IV Съезда азербайджанцев мира. 3-4 июня 2016. Баку Ниязов Н. С. также является автором десятка аналитических работ, опубликованных на ряде сайтов глобальной сети Интернет. Публикации и интервью Н. С. Ниязова в СМИ, посвященные актуальным проблемам современных международных отношений на постсоветском пространстве, часто привлекают внимание экспертов и рядовых читателей и становятся предметом изучения и обсуждения.
Н. С. Ниязов занимается развитием научных исследований по актуальным проблемам фундаментальной и прикладной наукиПод его руководством ученого были выполнены такие научные проекты как: «Сравнительное исследование подготовки студентов международников в странах СНГ», Шифр в ИАС СПбГУ: 17.1.177.2008 (2008); «Построение оптимальной модели региональной безопасности на „Большом Каспии“». Шифр в ИАС СПбГУ: 17.38.93.2012 (01.01.2012 — 31.12.2014)